# Kilkís
Pour les articles homonymes, voir Kilkis.
Kilkís (en grec Κιλκίς ; en bulgare Кукуш : Koukouche ; en valaque Culcuş, en turc Kılkış) est une petite ville de la Macédoine grecque, située dans la périphérie de Macédoine-Centrale. 
La ville est le chef-lieu du dème homonyme, du district régional de Kilkís et était le chef-lieu de l'une des deux provinces locales (en grec eparchia) de la préfecture jusqu'à la disparition de ces circonscriptions. La ville est aussi le siège d'un évêché orthodoxe : la métropole de Polyani et Kilkis.
La ville comptait 22 914 habitants en 2011. 

## Étymologie
Le nom pourrait provenir, selon l'historiographie grecque, de Καλλικώς (Kallikos, Callicum pour les Romains) qui lui-même pourrait provenir de Γαλλικώς (Gallikos, Gallicum, souvenir des tribus celtiques établies dans la région au IVe siècle av. J.-C.). Mais d'autres étymologies ont été suggérées : grecques Καλλί « bonne » (terre) ou Γάλλος « coq », bas-latine Collocus « couche, couverture », turque Kılkış « laine fine d'hiver ». 

## Histoire

### Antiquité
Kilkís, village fortifié de la tribu macédonienne des Crestones, fait d'abord partie du royaume de Macédoine, apparu au milieu du VIIe siècle av. J.-C. En 168 avant notre ère, Kilkís/Callicum est intégrée à la province romaine de Macédoine. En 395, les Wisigoths pillent la ville, avant de se diriger vers le Péloponnèse, l'Épire, puis la Dalmatie et l'Italie. Kilkís fait ensuite partie de la préfecture prétorienne (ὑπαρχία τῶν πραιτωρίων) de Thrace (Ἐπαρχότης Θρακήας), qui subsiste après la division de l'Empire romain en cette même année 395. La christianisation fait entrer la ville dans la civilisation byzantine.

### Moyen Âge
En 610, après deux siècles de paix, ce sont les tribus Slaves qui s'installent autour de Kilkís. Les autorités impériales, qui à ce moment sont aux prises avec les Perses sassanides à l'est et les Avars au nord, préfèrent engager ces Slaves comme des vassaux et des troupes auxiliaires en Grèce, plutôt que de les voir s'allier aux Avars comme c'était le cas sur le Danube. Petit-à-petit, ces nombreux Slaves établis autour et dans la ville, s'hellénisent. L'empire romain d'orient (que nous appelons « byzantin ») institue alors des « thèmes », préfectures à la fois civiles et militaires : la ville fait partie de celui de Thessalonique.
Au nord-ouest, l'Empire fait désormais face à un nouvel état qui regroupe les Slaves, les Valaques et les Grecs de l'intérieur des terres de la péninsule des Balkans : la Bulgarie. Les fréquentes escarmouches et les guerres entre cet état et l'Empire, entretiennent une insécurité qui nuit à l'activité de Kilkís, qui change plusieurs fois de mains et n'est plus qu'un village. En 1018, au terme d'une guerre longue et sanglante, l'empereur Basile II parvient à reconquérir la péninsule des Balkans en anéantissant la Bulgarie. Cela provoque de grands déplacements de populations, et notamment des Valaques de Bulgarie qui se dispersent : une partie d'entre eux migre vers la Transylvanie où ils grossissent les rangs de ceux qui s'y trouvaient déjà, mais un grand nombre s'installe dans l'actuelle Grèce du Nord, y compris autour de Kilkís. À leur tour, comme les Slaves auparavant, ces Valaques romanophones vont s'helléniser au fil des siècles, les villes représentant des centres d'hellénisation par leurs marchés, églises et écoles.
Mais la lourde fiscalité byzantine pèse sur ces populations, et d'autre part la richesse de l'Empire attire toujours les convoitises extérieures : à l'issue de la révolte des « Valaques » de 1186 et de la quatrième croisade de 1204, Kilkís se trouve d'abord dans le royaume des Bulgares et des Valaques, orthodoxe, qui s'érige au Nord, puis dans le royaume latin de Salonique créé au Sud par les Francs au profit du magnat italien Boniface de Montferrat.
Les « Francs » ou « Latins » asservissent et maltraitent la population grecque, bulgare et valaque, orthodoxe, qui se révolte : après 20 ans d'existence, le royaume des Montferrat s'effondre et la ville est libérée (du point de vue orthodoxe) par le Royaume bulgaro-valaque (nommé « Second Empire Bulgare » par l'historiographie moderne). En 1261, l'Empire byzantin se reforme et, autour de 1280, réintègre Kilkís, mais il est désormais affaibli et endetté. Étienne Douchan, l'empereur des Serbes, s'empare de Kilkís en 1332 mais ne la garde que cinq ans, après quoi elle revient à l'Empire byzantin. La puissance de celui-ci n'est pourtant plus qu'un souvenir, et Kilkís, disputée entre l'Empire et les boyards serbes et bulgares de Macédoine, tombe aux mains des Turcs ottomans en 1390. Dès lors, l'Empire grec est réduit à sa capitale Constantinople, à Mistra et à quelques îles Égéennes. Quant à Kilkís, elle est intégrée à la province ottomane de Roumélie (Rum-Eli- mot turc signifiant « pays des Romains » : en effet les anciens citoyens byzantins, bien que de langue grecque, s'identifiaient toujours comme « Romains », en grec Ῥωμαίοι).
Comme les « Francs » avant eux, les Turcs mettent en place un système agricole (timars) contraignant pour la population, qu'ils soumettent de surcroît à la dîme, à la capitation (haraç) et au devchirmé (παιδομάζωμα : razzia des enfants, pour en faire des janissaires). Kilkís, bourgade macédonienne typique, peuplée de Turcs, de Grecs, de Bulgares, de Valaques et de Juifs romaniotes, voit une partie de ses habitants adopter l'islam pour y échapper : d'origine grecque, ce sont les ma'mīnīm ; slavophones, ce sont les Pomaques et les Torbèches ; d'origine romaniote, ce sont les Avdétis ou Dönmés ; d'origine valaque, ce sont les Mégléniotes. On trouvait aussi jadis, autour de Kilkís, des bergers nomades, voleurs de bétail et plus à l'occasion : hellénophones et chrétiens, c'étaient des Saracatsanes (du turc Kara-Kaçak : « suspect, obscur, fuyard », ou du valaque Sireac : « pauvre ») ; turcophones et musulmans, des Konyariotes (ainsi nommés en référence à Konya car une partie d'entre eux venaient d'Anatolie).

### Époque moderne
Les révoltes des chrétiens, fréquentes, sont réprimées dans le sang, et de nombreuses bandes d'insurgés se forment, mi-voleurs, mi-héros (klephtes ou haïdouks). Elles joueront un rôle non négligeable dans la guerre d'indépendance grecque et dans les révoltes bulgares du XIXe siècle. Malgré les tensions, Kilkís devient un prospère marché agricole début du XXe siècle, lorsqu'elle est reliée par le rail à Thessalonique et à Constantinople. Pour échapper enfin à la domination ottomane, les Grecs et les Bulgares (désormais appelés Macédoniens) de la ville devront attendre 1912 et la première guerre balkanique lorsque l'armée bulgare libère la ville (ou l'occupe, du point de vue des musulmans). Lors de la deuxième guerre balkanique, l'armée grecque prit la ville après une bataille de trois jours entre les 19 et 21 juin 1913. L'affrontement des deux armées chrétiennes fit plus de 8 000 victimes du côté grec et 7 000 du côté bulgare ; la ville fut totalement détruite et incendié et ses 7 000 habitants bulgare furent transférés en Yougoslavie et en Bulgarie (la plupart s'établirent à Sofia) remplacés par des Grecs ou des Valaques de ces pays. 
Par le traité de Bucharest, Kilkís est rattachée au royaume de Grèce. La nouvelle ville fut bâtie plus près de la ligne de chemin de fer de Thessalonique, autour de l'église grecque Saint-Georges. Les musulmans Kilkísiotes commencent alors à émigrer vers la Turquie, tandis que des populations grecques venues de ce pays (les Micrasiates, et notamment des Pontiques), s'y installent. La ville se ré-hellénise ainsi et s'étend.
La portée de la bataille de Kilkís de 1913 est illustrée par le fait que la marine militaire grecque a donné après la guerre, le nom de la ville à un navire de guerre. Toutefois, celui-ci fut coulé durant la Seconde Guerre mondiale par un avion allemand (Junkers Ju 87 Stuka), le 23 avril 1941, lors de l'invasion de la Grèce par les armées nazies. Kilkís fut occupée par la Wehrmacht, et les nazis fusillèrent de nombreux résistants ou otages, et déportèrent les juifs grecs. La ville fut aussi occupée par une garnison bulgare en 1943, mais le Troisième Reich s'opposa à ce que Kilkís fut rattachée à la Bulgarie. La Résistance grecque libère la ville à l'automne 1944.
La ville se relève et s'industrialise dans les années 1950 et 1960, mais la crise financière des années 2010, due à la dérégulation mondiale et aux endettements de la Grèce, en partie consécutifs aux Jeux olympiques de 2004, remet ces acquis en question.

## Habitants célèbres
- Gotsé Deltchev, révolutionnaire bulgare (1872-1903)
- Ivan Hadzi Nikolov, révolutionnaire bulgare (1861-1934)
- Dimitar Vlahov, révolutionnaire bulgare (1878-1953)
- Aleksandre Stanishev, médecin, scientifique et homme politique bulgare (1886-1945)
- Hristo Smirnenski, poète bulgare (1898-1923)
- Lazaros Pavlidis, auteur grec (1929 - 2004)
- Sákis Boulás, acteur et chanteur grec (1954-2014)
- Giorgos Floridis, homme politique grec, ancien ministre
- Savvas Tsitouridis, homme politique grec, ancien ministre
- Dimitris Basis, chanteur grec
- Pantelis Savvidis, journaliste et présentateur de télévision
- Vicky Hadjivassiliou, présentatrice de télévision
- Kiltidis Kostas, homme politique grec
- DAF, célèbre animateur grec
- Dimitris Markos, footballeur.

## Lieux et monuments
- Musée de la guerre.
- Musée archéologique de Kilkis.